# Станишівська сільська територіальна громада
Станишівська сільська територіальна громада — територіальна громада в Україні, в Житомирському районі Житомирської області. Адміністративний центр — село Станишівка.

## Площа та населення
Площа території — 288,1 км², кількість населення — 13 020 осіб (2020).
Станом на 2018 рік, площа території громади становила 185,46 км², населення — 3 789 мешканців (2018).

## Населені пункти
До складу громади входить 21 село: Бистрі, Буймир, Вершина, Грабівка, Зарічани, Іванків, Кодня, Леонівка, Лісівщина, Ліщин, Лука, Миролюбівка, Млинище, Мошківка, Піски, Скоморохи, Слобода-Селець, Станишівка, Тарасівка, Туровець та Червоний Степок.

## Соціальна сфера
Станом на 2017 рік у користуванні громада мала 5 фельдшерсько-акушерських пунктів, 4 лікарські амбулаторії та поліклініки, лікарню, 5 шкіл, 6 дитячих садків та 19 закладів культури.

## Історія
Утворена 19 липня 2016 року шляхом об'єднання Зарічанської, Ліщинської, Луківської, Пісківської, Станишівської та Туровецької сільських рад Житомирського району Житомирської області.
25 липня 2017 року до складу громади приєдналася Іванківська сільська рада Андрушівського району.
31 січня 2020 року до складу громади добровільно приєдналися Коднянська та Миролюбівська сільські ради Житомирського району.
Склад громади затверджено розпорядженням Кабінету Міністрів України № 711-р від 12 червня 2020 року «Про визначення адміністративних центрів та затвердження територій територіальних громад Житомирської області».
Відповідно до постанови Верховної Ради України від 17 червня 2020 року «Про утворення та ліквідацію районів», громада увійшла до складу новоствореного Житомирського району Житомирської області.

## Старостинські округи
- Зарічанський
- Іванківський
- Коднянський
- Ліщинський
- Луківський
- Миролюбівський
- Пісківський
- Туровецький